# 消費者廳
消費者廳（日语：／ Shōhisha chō */?）是日本行政機關之一，為內閣府的外局。
依據《消費者基本法》第2條「尊重消費者權利及協助自主的基本理念」為原則，「為了實現一個消費者可以安全，安全地享受豐富消費生活的社會，（消費者廳）負責保護與增進消費者利益、確保消費者可自主且合理選擇商品及服務、以及消費生活密切相關物資的品質表示相關事務」（消費者廳及消費者委員會設置法第3條）。

## 概要
消費者廳是從消費者的觀點監控整體政策，2009年（平成21年）5月通過相關法律，同年9月1日成立。
組織不採部局制，而是在審議官下直接設課。成立後立刻增加正規職員至200名左右，然而負責現場調査與處分的消費者安全課僅有二、三十名左右，人力不足。因此，消費者廳雇用了100名左右具有豐富捜査與規範知識的警察及公平交易委員會退休人員擔任兼職職員，積極投入現場調查等活動。
此外，內閣府本府同時設立負責監視消費者廳與相關省廳消費者整體行政的第三者機關消費者委員會。消費者委員會是內閣府的審議會等，由內閣總理大臣任命的10名以內委員所組成。除了設有事務局，必要時也可增加臨時委員、專門委員。
依據消費者基本法，本廳負責消費者基本計劃案的作成，為了監視其實施狀況，內閣府本府設有特別機關消費者政策會議。該會議的庶務由消費者廳消費者政策課負責。
消費者廳轄有獨立行政法人國民生活中心，與全國的消費生活中心等合作，是消費者行政的執行核心。

## 組織
消費者廳的組織基本上依消費者廳及消費者委員會設置法、消費者廳組織令與消費者廳組織規則分層規定。

### 特別職
- 消費者廳長官
- 消費者廳次長
- 審議官（4名）
- 參事官

### 內部部局
- 總務課 - 廣報室
- 消費者政策課 - 財產被害對策室
- 消費者制度課
- 消費者教育、地方協力課
- 消費者調查課
- 消費者安全課 - 事故調查室
- 取引對策課
- 表示對策課 - 食品表示對策室
- 食品表示企劃課

### 審議會等
- 消費者安全調查委員會（消費者安全法第15條）
- 消費者教育推進會議（消費者教育推進法第19條）

## 歷代長官
| 代    | 姓名                 | 就任日        | 卸任日        | 主要經歷                                                       |
| ----- | -------------------- | ------------- | ------------- | -------------------------------------------------------------- |
| 初代  | 內田俊一             | 2009年9月1日  | 2010年8月11日 | 內閣廣報官（日语：内閣広報官）、內閣府事務次官                           |
| 2代目 | 福嶋浩彥（日语：福嶋浩彦）   | 2010年8月11日 | 2012年8月10日 | 中央學院大學（日语：中央学院大学）教授、我孫子市市長                       |
| 3代目 | 阿南久（日语：阿南久）     | 2012年8月10日 | 2014年8月10日 | 全國消費者團體連絡會事務局長                                   |
| 4代目 | 板東久美子（日语：板東久美子） | 2014年8月10日 | 2016年8月9日  | 文部科學審議官（日语：内閣広報官）                                       |
| 5代目 | 岡村和美（日语：岡村和美）   | 2016年8月9日  | 2019年7月9日  | 法務省人權擁護局長（日语：人権擁護局）                                   |
| 6代目 | 伊藤明子   | 2019年7月9日  | （現職）      | 内閣官房地方、人、工作創生本部事務局地方創生総括官補 |

## 幹部職員
現任消費者廳幹部如下。
- 消費者廳長官：伊藤明子
- 消費者廳次長：高田潔
- 政策立案總括審議官：橋本次郎
- 審議官：坂田進
- 審議官：小林涉
- 審議官：高島龍祐

## 設置過程與課題

### 設置過程
消費者廳成立以前的消費者行政是依產品與事業而由不同省廳管轄，這種垂直行政（縦割り行政）使得政府在蒟蒻果凍窒息事故與中國製冷凍餃子中毒事件、Paloma熱水器死亡事故等事件中無法及時應對處理，讓消費者行政單一化成為急務。
2008年（平成20年）1月18日，內閣總理大臣福田康夫在第169回國會（常會）的施政方針演說中表示「為了推動消費者行政的統一、單一化，將成立一個具有強力權限的新組織」。
福田向各省廳宣布將授予新機關糾正建議權的想法：「作為消費者行政的司令塔，負責管理消費者的安全、安心等相關問題，從消費者的觀點進行監視並具有強力權限的消費者廳將在來年度啟動，盡快投入運作」。他也表示「消費者廳的成立不會造成行政組織的肥大化。會對各省的重複與過時組織進行重整」，指示消費者廳職員將從各省廳轉調避免造成行政肥大化，同時解除垂直行政的弊害，並實現小政府的目標。
業務受到影響的各省廳冷淡對待消費者廳的設置，也有省廳以實際行動表達不需設置消費者廳的立場。
例如，2009年（平成21年）6月2日山口縣美禰市旅館因鍋爐不完全燃燒造成修学旅行兒童集體一氧化碳中毒事故。該事故由於沒有作業員受害，不算勞災事故，因此除了警察、消防以外可說是沒有主務官廳，然而，經濟產業省的原子力安全保安院急派多名職員前往了解事故原因，並在事故發生五天後公布現場調査結果。次月7月31日，要求各自治體對飯店、旅館進行緊急調査（緊急調査的調査票由原子力安全、保安院提供），隔年2010年1月完成安全、再發防止對策報告書。此外，穀物運輸船發生缺氧勞災事故，農林水產省也急派職員前往，展現與往常不同的迅速對應，也獲得大眾媒體的注目。

### 法案化的過程
內閣總理大臣下轄的消費者行政推進會議（2008年2月8日閣議決定設置）負責研擬組織、所管法令內容。該會議由座長佐佐木毅等11名委員組成，會議庶務由內閣官房的消費者行政一元化準備室負責。每月舉行2次會議，會議除了委員亦有政府人士出席。
該會議在同年4月23日的第6回會議後以「成立消費者廳（暫稱）」為題，發表消費者廳管轄權、地位等「6個基本方針」與實現國民本位行政等的「保護3原則」，同年6月13日發表最終報告書「消費者行政推進會議編制 ～從消費者、生活者觀點轉換為行政～」。福田內閣在同月底的閣議通過以報告書內容為基礎的「基本計劃」，同年9月29日麻生內閣在第170回國會（臨時會）提出「消費者廳設置法案」與相關法案。會期末宣布法案將在下會期繼續審議。
本法案由第171回國會（常會）的眾議院消費者問題特別委員会審議。最後委員會提出設置消費者委員會等的共同修正案，2009年（平成21年）4月16日共同修正案獲得全會一致通過，翌日17日眾議院本會議通過共同修正案。法案送至參議院由消費者問題特別委員會審議，同年5月28日委員會全會一致通過，翌日29日參議院本會議全會一致通過成立。

### 各種課題
2010年6月，消費者廳成立第一年所接獲之消費者事故，有九成無法處理。讓消費者廳感到人員嚴重不足。
另一方面，各種現存問題已堆積如山。例如有多個民間教育設施，與自治體經營的生涯學習中心違反學校教育法第135條規定，使用大學、研究所作為設施名稱。同法第146條規定「違反第135條規定者，處十萬日圓以下罰金」，儘管文部科學省提出有成為文憑工廠的風險，然而消費者廳依然未對與私立大學一樣徵收學分費的無照大學下達糾正措施。
除此之外，對於是否該干預其所掌職責範圍以外的事件，或是如「核能 明亮未來的能源」這種文句是否違反景表法的判斷等，成為了消費者廳的難題。另外，銷售開運手環搭配高額祈禱費的「開運商法」，以及收取驚人學費卻無實際內容的「創業講座」等惡意或詐欺的商法持續不斷出現，將讓人們持續關注消費者廳的作為。

## 消費者行政推進會議
消費者行政推進會議（日语：／）是2008年（平成20年）2月8日閣議決定於內閣設置的會議，目的是研擬將各省廳垂直的消費者行政統一、單一化，成立具有強大權限的新組織。除了會論討論，也組成工作小組，向各團體舉行聽證會。
委員名單如下。
座長
佐佐木毅（學習院大學法學部教授）
委員
川戶惠子（新聞工作者、TBS前報導記者）
阪田雅裕（律師、前內閣法制局長官）
佐野真理子（主婦聯合會事務局長）
島田晴雄（千葉商科大學校長）
中村邦夫（Panasonic代表取締役會長）
中山弘子（前新宿區長）
林文子（神奈川縣橫濱市長）
原早苗（金融オンブズネット代表）
松本恒雄（一橋大學大學院法學研究科教授）
吉岡和弘（日本律師聯合會消費者問題對策委員會委員長、律師 ）

## 地方移轉計畫
政府為了改善「東京一極集中」並促進地方活性化，研擬將政府設施移轉至地方。2015年12月現在有消費者廳與觀光廳等共計34個機關為評估對象。
消費者廳在2016年（平成28年）3月起於德島縣舉行試驗。然而仍有眾多問題需要克服。
2017年度（平成29年度），消費者廳在德島縣設置30～40人規模的「消費者行政新未來創造辦公室」，規劃在3年後確認效益。

## 肥貓醜聞
內閣府成立再就職等監視委員會後至2015年度為止，認定的六件違反行為中有兩件來自消費者廳。其中，週刊《通販新聞》大篇幅報導，因違反特定商取引法與預託法而遭消費者廳下達業務停止命令的JAPAN LIFE，其顧問為消費者廳前課長補佐（經濟產業省借調），引起國會大動作追查。

## 其他事件
- 2011年4月制定的消費者廳標誌與Online Computer Library Center（OCLC）營運的圖書館藏書資料庫服務「WorldCat」標誌類似而遭到批評，消費者廳隨後宣布將進行修正[23]。

- 「悠香（日语：悠香）」肥皂引起小麥過敏問題，消費者廳雖收到國民生活中心等外部資訊，卻未處理[24]。

- 2015年2月20日，由於「吊掛式除蟲器」未能讓消費者了解此類產品僅適用搖蚊與蛾蚋[25]，有誤導嫌疑，因此消費者廳依景品表示法第6條規定對四間製造、販售商發出行政命令[26]。之後廠商在更換包裝後繼續銷售。

- 2015年2月27日，由於部分媒體報導特定車窗隔熱紙無隔熱效果，有誇大效果嫌疑[27]，因此消費者廳依景品表示法第6條規定對兩間製造、銷售公司發出行政命令[27]。收到行政命令的企業則向東京地方裁判所提出停止執行申訴[27]，並向消費者廳提出3億日圓的損害賠償訴訟[27]，目前訴訟仍持續進行[28]。

- 2015年12月3日起，消費者廳與內閣府、警察廳、金融廳合作推動「『預防高齡者詐欺受害』啟發活動」，並在當日於巢鴨地藏通商店街（日语：巣鴨地蔵通り商店街）的「すがもん廣場」舉行宣傳活動[29]。活動結束後，板東長官與擔任「未然奉行」的松平健、作弊竹山、以及為了預防My Number詐欺而參加的高市早苗總務大臣，一同在巢鴨地藏通商店街發送傳單呼籲提防詐欺受害[30]。

## 外部連結
- 消費者廳
- 消費者廳及消費者委員會設置法 （页面存档备份，存于） - e-Gov法令檢索
- 消費者廳的X（前Twitter）